# Музей історії Франції
Музей історії Франції (фр. Musée de l'Histoire de France) — музей в III окрузі Парижа, заснований 1867 року. Музей ілюструє історію Франції оригінальними документами, що зберігаються в Державному Архіві Франції.
Цей музей не слід плутати з Музеєм історії Франції, ідею створення якого висловив президент Франції Ніколя Саркозі в 2009 році — назва нового музею та його взаємозв'язок з існуючим музеєм знаходиться на стадії розробки.

## Історія музею
Викуплений державою після Французької революції особняк Субіз в 1867 році став першим приміщенням Музею історії Франції. До тепер постійна колекція музею знаходиться в цьому приміщенні. У 1927 році територія музею розширилася за рахунок особняка Роанів (фр. Hôtel de Rohan), у якому зараз розміщені тематичні виставки музею.

## Колекція
Колекція музею поділяється на 5 серій:
AE I. Залізна шафа (фр. Armoire de fer)
За рішенням Установчих Зборів від 30 листопада 1790 року було виготовлено сейф для зберігання оригінальних плат для друку асигнацій.
Невдовзі Установчі Збори ухвалили рішення про розміщення в цьому сейфі й інших предметів, які мали скоріше історичну чи юридичну цінність. Так у сейфі зберігався оригінал Конституції (фр. acte constitutionnel), оригінали законів і декретів тощо.
У 1996 році в сейф помістили заповіт Людовика XIV, каталог гардеробу Марії-Антуанетти (фр. Gazette des Atours), щоденник Людовіка XVI, заповіт Наполеона, Serment du Jeu de paume (клятва депутатів третього стану не розходитися поки не буде прийнято нову конституцію), тексти всіх конституцій Франції з 1871 року до наших днів.
AE II. Музей французьких документів (фр. Musée des documents français)
Одночасно з відкриттям музею архівів було вирішено відкрити музей печаток (фр. musée sigillographique). Протягом 7 років (1860—1867) комісія Державного Архіву Франції відбирала документи для музею, що відкрився 19 липня 1867 року.
Зараз цей музей є частиною музею історії Франції.
AE III. Музей іноземних документів (фр. Musée des documents étrangers)
Відділення музею, що доповнює колекцію французьких документів й ілюструє взаємини Франції з іншими державами.
AE V. Докази й конфісковані документи (фр. Pièces à conviction et objets saisis) 
У цій серії знаходяться документи із судових справ, що були використані як докази в процесах починаючи з XVIII століття й до 60-х років XX століття.
AE VI. Історичні реліквії (фр. Objets historiques)
Частину експонатів цієї серії було безпосередньо передано музею. Серед них макет Бастилії, еталони мір і ваги, ключі захоплених ворожих міст, меблі особняків Субіз і Роан, де розташований музей.
Іншу частину була придбано пізніше, наприклад портфель наполеонівського військового міністра Кларка або гобелен з історією Ахілла, який спочатку знаходився в особняку Роан.

## Практична інформація
Музей займає кілька особняків у III-му окрузі Парижа, найближчі станція метро — Hôtel de Ville, Rambuteau, Saint-Paul, Châtelet-les Halles , Arts-et-Métiers.
Особняк Субіз знаходиться за адресою 60 rue des Francs-Bourgeois, 75003 Paris і містить основну колекцію музею. Відвідування щодня крім вівторка з 10:00 до 12:30 та з 14:00 до 17:30. У вихідні з 14:00 до 17:30.
Особняк Роан знаходиться за адресою 87 rue Vieille-du-Temple, 75003 Paris і містить тимчасові та тематичні виставки. Ця частина музею доступна тільки за попередньої резервації й лише в неділю, в другій половині дня.
До 2012 року всі документи, що датуються часом після Французької Революції планується перевезти в нове приміщення Державного Архіву в П'єрфіт-сюр-Сен (фр. Pierrefitte-sur-Seine). Давніші документи залишаться в теперішніх приміщеннях Архіву.